# Burton Mill
Burton Mill – obszar niemunicypalny w Kern County, w Kalifornii (Stany Zjednoczone), na wysokości 2049 m. Znajduje się 12 km na południowy wschód od Bodfish.